# Mikael Dorsin
Mikael Dorsin (Lidingö, 6 de outubro de 1981) é um jogador sueco de futebol.
Atua como defensor esquerdo e seu clube atual é o Rosenborg, da Noruega.
Foi comprado pelo Rosenborg em 2004 do clube francês Strasbourg.
Dorsin representou a Suécia 31 vezes nos sub-21 e 12 vezes na seleção principal.

## Títulos
- Campeonato da Suécia, 2002 e 2003, pelo Djurgårdens IF
- Taça da Suécia, 2002, pelo Djurgårdens IF
- Campeonato da Noruega, 2004 e 2006, pelo Rosenborg BK
- Campeonato da Roménia, 2008, pelo CFRCluj

## Clubes
- IFK Lidingö, Suécia 1987-1995
- Spårvägens FF, Suécia 1999
- Djurgårdens IF, Suécia 1998-2003
- RC Strasbourg, França 2003-2004
- Rosenborg BK, Noruega 2004-2007
- CFR Cluj, Roménia 2008
- Rosenborg BK, Noruega 2008-